# بشرلتين خورلودوي
بيشرلتين خورلودوي (بالمنغولية: БиSharэлтийн Хорлоодой)؛ من مواليد 29 مايو 1998)، لاعبة جودو منغولية إماراتية، التي تمثل حاليًا الإمارات العربية المتحدة في الجودو الدولي. هي الحاصلة على الميدالية البرونزية في وزن 52 كجم في بطولة الجودو جراند سلام باريس 2021.
في بطولة جودو جراند سلام أبو ظبي 2021 التي أقيمت في أبو ظبي، الإمارات العربية المتحدة، فازت بإحدى الميداليات البرونزية في هذا الحدث الخاص بها. الحائزة على الميدالية الأولمبية مونتيرو بين الفائزين في اليوم الأول من بطولة الإمارات العربية المتحدة، فازت بإحدى الميداليات البرونزية في هذا الحدث.